# Gymnosporia ovata
Gymnosporia ovata är en benvedsväxtart som beskrevs av Nathaniel Wallich och M. Lawson. Gymnosporia ovata ingår i släktet Gymnosporia och familjen Celastraceae. Inga underarter finns listade.